# Eleições estaduais no Tocantins em 2014
As eleições estaduais no Tocantins em 2014 ocorreram em 5 de outubro, como parte das eleições daquele ano em 26 estados e no Distrito Federal. Foram escolhidos o governador Marcelo Miranda, a vice-governadora Cláudia Lelis, a senadora Kátia Abreu, oito deputados federais e vinte e quatro deputados estaduais.
Vencedor de quatro eleições diretas ao Palácio Araguaia, Siqueira Campos renunciou ao mandato de governador seis meses antes do pleito num gesto antecedido pelo vice-governador João Oliveira, abrindo o caminho para que Eduardo Siqueira Campos, filho do renunciante, disputasse o governo do estado ou o mandato de senador num ardil onde o pai buscaria um novo mandato tal como já ocorrera, todavia nenhuma das premissas se cumpriu e o poder foi entregue ao deputado Sandoval Cardoso. Tal situação repete o ano de 2009 quando Carlos Gaguim, ora presidente da Assembleia Legislativa, assumiu após as cassações de Marcelo Miranda e Paulo Sidney e depois tornou-se governador mediante uma eleição indireta. Quanto a Sandoval Cardoso, ele é de Goiânia e foi eleito deputado estadual pelo PMDB em 2006 e 2010 antes de ingressar no Solidariedade e ascendeu ao posto de governador tendo o empresário Tom Lyra como o seu companheiro de chapa.
O resultado das urnas, todavia, apontou a vitória do agropecuarista Marcelo Miranda. Nascido em Goiânia e radicado em Araguaína, foi eleito deputado estadual pelo PMDB em 1990 e 1994, trocou a condição de adversário de Siqueira Campos pela de aliado ao se reeleger via PFL em 1998. Guindado à presidência da Assembleia Legislativa, foi eleito governador pela primeira vez em 2002, mas no curso do mandato retornou ao PMDB e derrotou Siqueira Campos na disputa pelo Palácio Araguaia em 2006. Cassado pelo TSE por abuso de poder político e econômico em 2009, teve impugnada a sua vitória para senador em 2010 graças aos dispositivos da Lei da Ficha Limpa, obtendo agora o seu terceiro mandato de governador. Sua vice-governadora é a publicitária Cláudia Lelis.
Também nascida em Goiânia, a psicóloga Kátia Abreu renovou o mandato de senadora obtido em 2006. Diplomada na Pontifícia Universidade Católica de Goiás, é agropecuarista. Eleita presidente do Sindicato Rural de Gurupi em 1994 e presidente da Federação da Agricultura e Pecuária do Estado do Tocantins em 1996, integrou o extinto PPB, mudou para o PFL elegendo-se deputada federal em 2002 e após passar pelo PSD escolheu o PMDB para manter sua vaga no Senado Federal. Designada para o Ministério da Agricultura no segundo mandato da presidente Dilma Rousseff, foi substituída por Donizeti Nogueira.

## Resultado da eleição para governador
Segundo o Tribunal Regional Eleitoral do Tocantins, houve 703.013 votos nominais, assim distribuídos:
| Candidatos a governador do estado | Candidatos a vice-governador | Número | Coligação | Votação | Percentual |
| --------------------------------- | ---------------------------- | ------ | --- | ------- | ---------- |
| Marcelo Miranda PMDB              | Claudia Lelis PV             | 15     | A experiência faz a mudança (PMDB, PT, PSD, PV)                                                               | 360.640 | 51,30%     |
| Sandoval Cardoso SD               | Ângelo Agnolin PDT           | 77     | A mudança que a gente vê (SD, PDT, PSDB, PP, PTB, DEM, PPS, PSB, PRB, PSL, PSC, PR, PRTB, PHS, PTC, PRP, PEN) | 314.392 | 44,72%     |
| Ataídes Oliveira PROS             | Cinthia Ribeiro PTN          | 90     | Reage Tocantins (PROS, PTN, PMN, PPL, PSDC, PCdoB, PTdoB)                                                     | 24.874  | 3,54%      |
| Carlos Potengy PCB                | Evanilde Ferreira PCB        | 21     | PCB (sem coligação)                                                                                           | 1.873   | 0,27%      |
| Eula Angelim PSOL                 | Dorineide Assunção PSOL      | 50     | PSOL (sem coligação)                                                                                          | 1.234   | 0,17%      |

## Resultado da eleição para senador
Segundo o Tribunal Regional Eleitoral do Tocantins, houve 677.293 votos nominais, assim distribuídos:.
| Candidatos a senador da República | Primeiro suplente de senador | Número | Coligação | Votação | Percentual |
| --------------------------------- | ---------------------------- | ------ | --- | ------- | ---------- |
| Kátia Abreu PMDB                  | Donizeti Nogueira PT         | 155    | A experiência faz a mudança (PMDB, PT, PSD, PV)                                                               | 282.052 | 41,64%     |
| Eduardo Gomes SD                  | Marilis Chaves PDT           | 777    | A mudança que a gente vê (SD, PDT, PSDB, PP, PTB, DEM, PPS, PSB, PRB, PSL, PSC, PR, PRTB, PHS, PTC, PRP, PEN) | 276.120 | 40,77%     |
| Sargento Aragão PROS              | Moacir Gonçalves PMN         | 900    | Reage Tocantins (PROS, PTN, PMN, PPL, PSDC, PCdoB, PTdoB)                                                     | 107.901 | 15,93%     |
| Elvio Quirino PSOL                | Celso Davis PSOL             | 500    | PSOL (sem coligação)                                                                                          | 6.565   | 0,97%      |
| Conceição Oliveira PCB            | Maurício Williams PCB        | 211    | PCB (sem coligação)                                                                                           | 4.655   | 0,69%      |

## Deputados federais eleitos
São relacionados os candidatos eleitos com informações complementares da Câmara dos Deputados.

Representação eleita
  PMDB: 3
  PSD: 1
  PSB: 1
  PRB: 1
  PP: 1
  DEM: 1

| Número | Deputados federais eleitos | Partido | Votação | Percentual | Cidade onde nasceu | Unidade federativa |
| 1511   | Dulce Miranda              | PMDB    | 75.934  | 10,36%     | Pocrane            | Minas Gerais       |
| 5510   | Irajá Abreu                | PSD     | 62.859  | 8,57%      | Goiânia            | Goiás              |
| 1500   | Josi Nunes                 | PMDB    | 53.452  | 7,29%      | Porto Nacional     | Tocantins          |
| 4040   | Vicentinho Júnior          | PSB     | 51.069  | 6,96%      | Goiânia            | Goiás              |
| 1010   | César Halum                | PRB     | 46.119  | 6,29%      | Anápolis           | Goiás              |
| 1515   | Carlos Gaguim              | PMDB    | 44.739  | 6,10%      | Ceres              | Goiás              |
| 1145   | Lázaro Botelho             | PP      | 42.935  | 5,86%      | Loreto             | Maranhão           |
| 2580   | Dorinha Rezende            | DEM     | 41.802  | 5,70%      | Goiânia            | Goiás              |

## Deputados estaduais eleitos
Estavam em jogo 24 cadeiras na Assembleia Legislativa do Tocantins.

Representação eleita
  SD: 4
  PT: 3
  PMDB: 3
  PR: 2
  PSD: 2
  PTB: 2
  PROS: 1
  DEM: 1
  PP: 1
  PSDB: 1
  PPS: 1
  PSB: 1
  PRTB: 1
  PSL: 1

Fonteː
| Número | Deputados estaduais eleitos | Partido | Votação | Percentual | Cidade onde nasceu    | Unidade federativa |
| 14777  | Eduardo Siqueira Campos     | PTB     | 28.841  | 3,81%      | Campinas              | São Paulo          |
| 77333  | Amélio Cayres               | SD      | 22.562  | 2,98%      | Érico Cardoso         | Bahia              |
| 77700  | Vilmar do Detran            | SD      | 21.587  | 2,85%      | Nazário               | Goiás              |
| 22022  | Luana Ribeiro               | PR      | 20.906  | 2,76%      | Goiânia               | Goiás              |
| 25100  | Osires Damaso               | DEM     | 20.823  | 2,75%      | Campinorte            | Goiás              |
| 23222  | Eduardo do Dertins          | PPS     | 17.705  | 2,34%      | Cravinhos             | São Paulo          |
| 55111  | Toinho Andrade              | PSD     | 17.675  | 2,34%      | Porto Nacional        | Tocantins          |
| 45045  | Olyntho Neto                | PSDB    | 17.199  | 2,27%      | Goiânia               | Goiás              |
| 77456  | Jorge Frederico             | SD      | 16.682  | 2,20%      | Araguaína             | Tocantins          |
| 11145  | Valderez Castelo Branco     | PP      | 15.756  | 2,08%      | Carolina              | Maranhão           |
| 22111  | José Bonifácio              | PR      | 14.866  | 1,96%      | Tocantinópolis        | Tocantins          |
| 13413  | Paulo Mourão                | PT      | 14.489  | 1,91%      | Cristalândia          | Tocantins          |
| 13613  | Amália Santana              | PT      | 14.177  | 1,87%      | Itaberaí              | Goiás              |
| 55055  | Valdemar Júnior             | PSD     | 13.607  | 1,80%      | Porto Nacional        | Tocantins          |
| 77100  | Wanderlei Barbosa           | SD      | 13.285  | 1,76%      | Porto Nacional        | Tocantins          |
| 40000  | Ricardo Ayres               | PSB     | 13.193  | 1,74%      | Goiânia               | Goiás              |
| 90100  | Eli Borges                  | PROS    | 13.117  | 1,73%      | Ipameri               | Goiás              |
| 13456  | Zé Roberto                  | PT      | 12.940  | 1,71%      | Pirenópolis           | Goiás              |
| 15123  | Nilton Franco               | PMDB    | 12.817  | 1,69%      | Porto Nacional        | Tocantins          |
| 14143  | Mauro Carlesse              | PTB     | 12.187  | 1,61%      | Terra Boa             | Paraná             |
| 15115  | Elenil da Penha             | PMDB    | 12.043  | 1,59%      | Crixás                | Goiás              |
| 15100  | Rocha Miranda               | PMDB    | 11.401  | 1,51%      | Araguatins            | Tocantins          |
| 17000  | Cleiton Cardoso             | PSL     | 9.020   | 1,19%      | Porto Nacional        | Tocantins          |
| 28777  | Júnior Evangelista          | PRTB    | 8.269   | 1,09%      | Miracema do Tocantins | Tocantins          |